# Scaphytopius fuscifrons
Scaphytopius fuscifrons är en insektsart som beskrevs av Van Duzee 1894. Scaphytopius fuscifrons ingår i släktet Scaphytopius och familjen dvärgstritar.

## Underarter
Arten delas in i följande underarter:
- S. f. compactus
- S. f. minutus